# Ernest Dessaint
Pour les articles homonymes, voir Dessaint.
Ernest Dessaint, né le 15 février 1869 à Meaux (Seine-et-Marne) et mort le 16 janvier 1950 à Saints (Seine-et-Marne), est un homme politique français.

## Biographie

### Carrière professionnelle
Typographe, il reprend l'imprimerie de son beau-père, à Coulommiers. 

### Carrière politique
Il est élu[Quand ?] au conseil municipal de Coulommiers. Il est élu maire en 1919. Président de la Fédération républicaine de Coulommiers, il est élu député lors des élections législatives de 1928 et siège dans le groupe de l'union républicaine démocratique. Battu lors des élections législatives de 1932, il se consacre à son imprimerie. 

## Sources
- « Ernest Dessaint », dans le Dictionnaire des parlementaires français (1889-1940), sous la direction de Jean Jolly, PUF, 1960 [détail de l’édition]